# 石井 (臺灣)
石井，是臺灣新竹縣峨眉鄉的一個傳統地域名稱，位於該鄉北部。相較於今日行政區，其範圍大致為石井村不含西南部洽坑以西部分。
本地區除西南部峨眉溪沿岸地帶外，其餘皆屬峨眉溪北岸支流石井溪流域範圍。

## 歷史
台灣清治末期至日治初期，石井地區為一街庄，稱為「石井庄」，隸屬於竹北一堡。該庄北與大壢庄為鄰，東與中興庄為鄰，南邊東段與峨眉庄為界，西段以峨眉溪與赤柯坪庄為界，西邊為富興庄，西北邊一小段與鷄油凸庄為界。
1901年（日治明治三十四年）11月，全台廢縣廳改設二十廳，該庄隸屬於新竹廳。1909年（明治四十二年）10月，合併二十廳為十二廳，該庄隸屬不變。1920年（大正九年），廢十二廳改設五州二廳，該庄改制為「石井」大字，隸屬於新竹州竹東郡峨眉庄，大字下有「石井」、「梯子桄」小字名。
戰後峨眉庄改制為峨眉鄉，隸屬於新竹縣，大字亦改制為村。1950年桃、竹、苗分治，峨眉鄉隸屬不變。

## 交通
省道台3線俗稱「內山公路」，是台北至屏東的內陸縱貫幹道，大致以東南東—西北西走向蜿蜒經過石井地區西南部，向東南經峨眉市區南郊轉東北可前往北埔、下公館、橫山、關西等地，向西轉西南可前往三灣、獅潭、大湖等地。
鄉道竹38線（梯仔桄農路、石井農路），是石井至埔尾的道路，其西側端點位於本地區西南部鄉道竹43-1線（石峰道路）路口（近省道台3線）。由此向東北至邊界處，隨後沿邊界東行後出邊界，續行可前往北埔並止於市區西北側埔尾橋旁鄉道竹43線路口。
鄉道竹43-1線（石峰道路）是三峰至石井的道路，也是本地區西部的縱向道路。其北側端點位於本地區西北部邊界處的鄉道竹43線（三峰路）路口，南側端點位於本地區西南部省道台3線路口。
鄉道竹43線（三峰路）是雙溪至富興的道路，大致以縱向經過本地區西北部邊界地帶，向北可前往鷄油凸、雙溪並止於鄉道竹82線，向南可前往富興並止於省道台3線。